# 兵庫県道76号洲本灘賀集線
兵庫県道76号洲本灘賀集線（ひょうごけんどう76ごう すもとなだかしゅうせん）は、兵庫県洲本市から南あわじ市を結ぶ県道（主要地方道）である。

## 概要

### 路線データ
- 起点：洲本市塩屋（国道28号交点）
- 終点：南あわじ市賀集八幡
- 総延長：49.416 km
- 事前通行規制区間[1]：洲本市海岸通 - 洲本市小路谷・洲本市小路谷 - 洲本市由良町内田・洲本市由良町由良 - 南あわじ市灘円実・南あわじ市灘土生 - 南あわじ市灘地野
- 緊急輸送道路[1]：いわた通り

## 路線状況

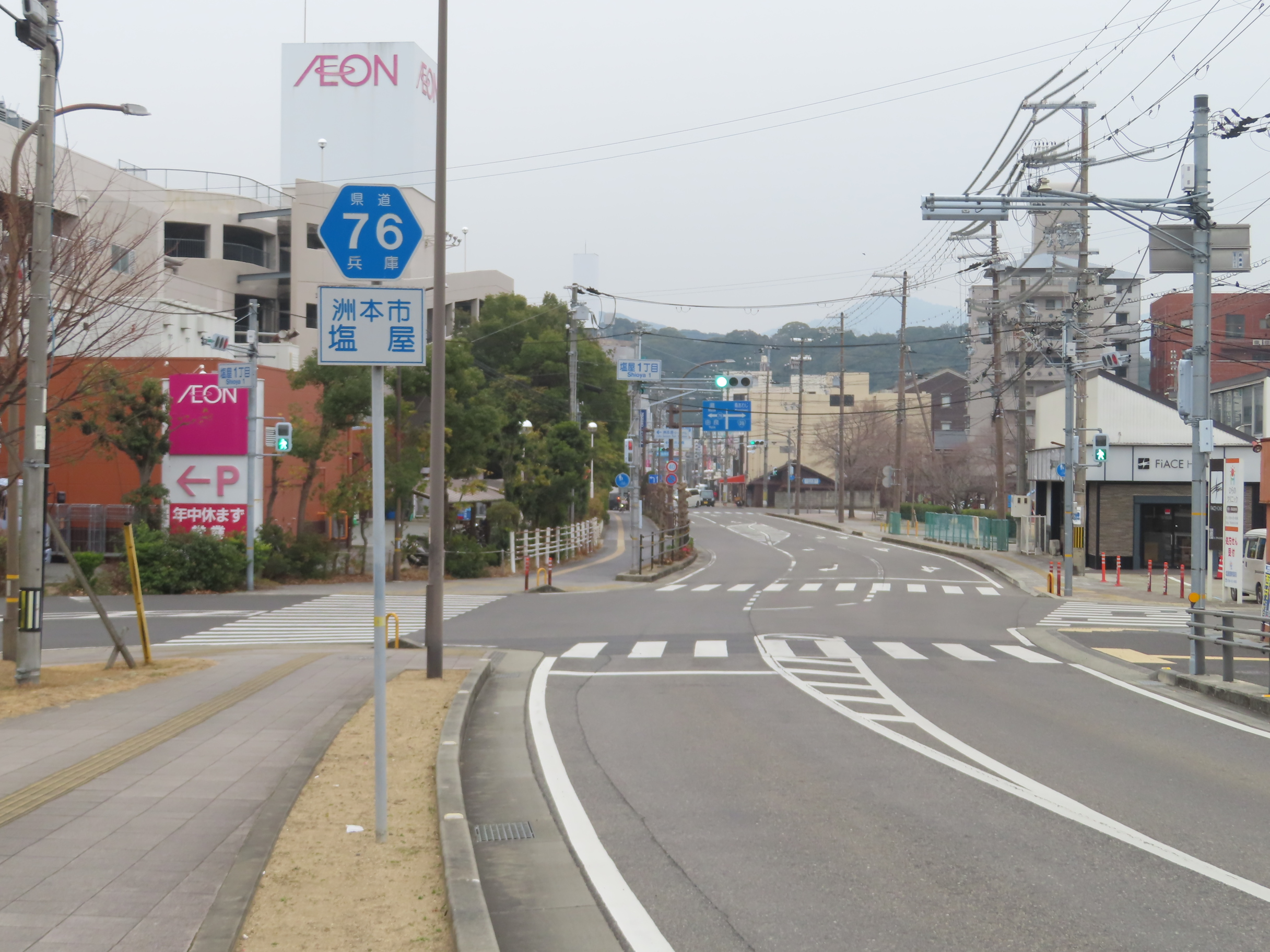
起点付近
洲本市塩屋1丁目で撮影

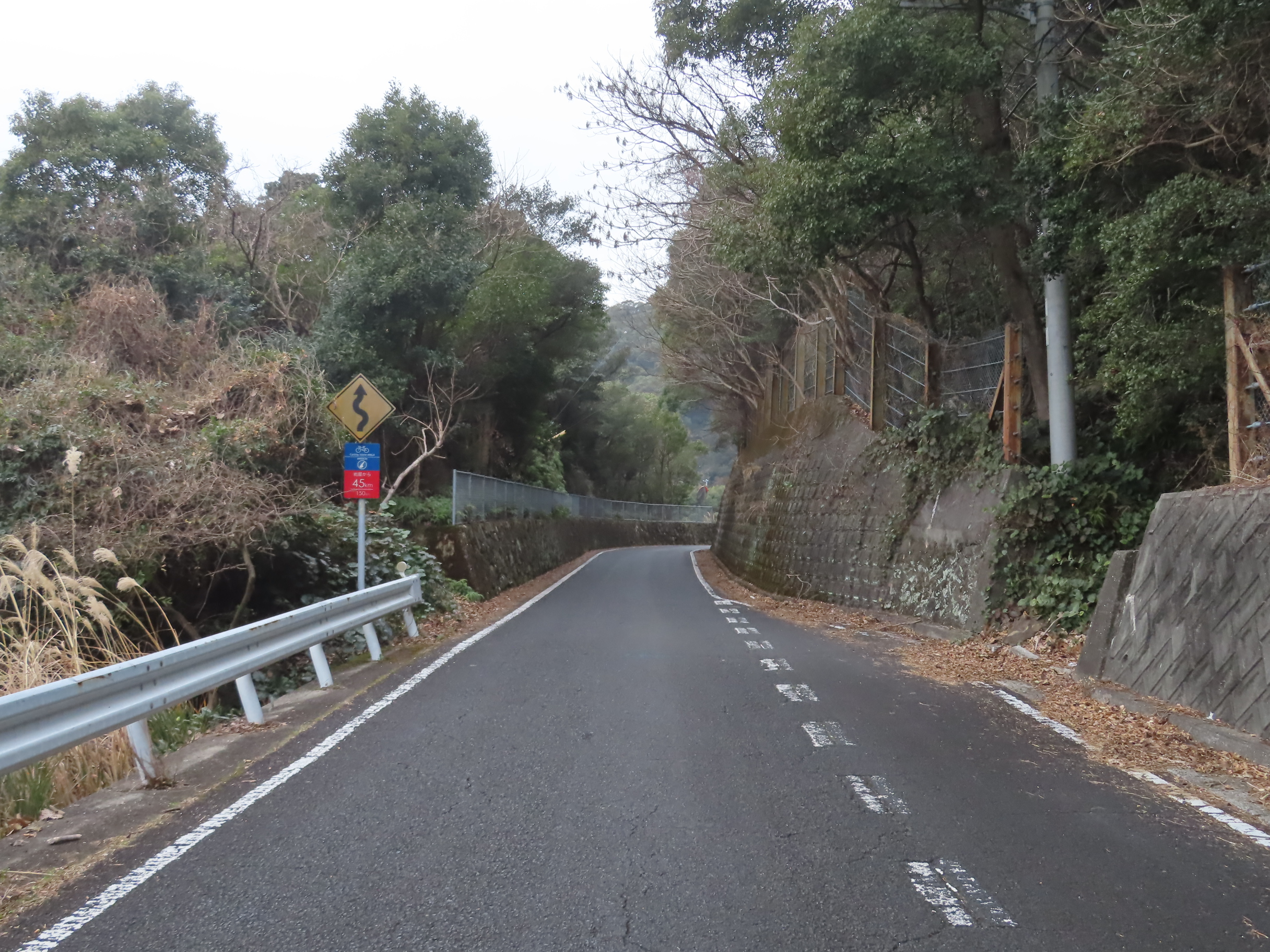
洲本市と南あわじ市の境目付近は狭隘道路が続く
洲本市由良町立川で撮影

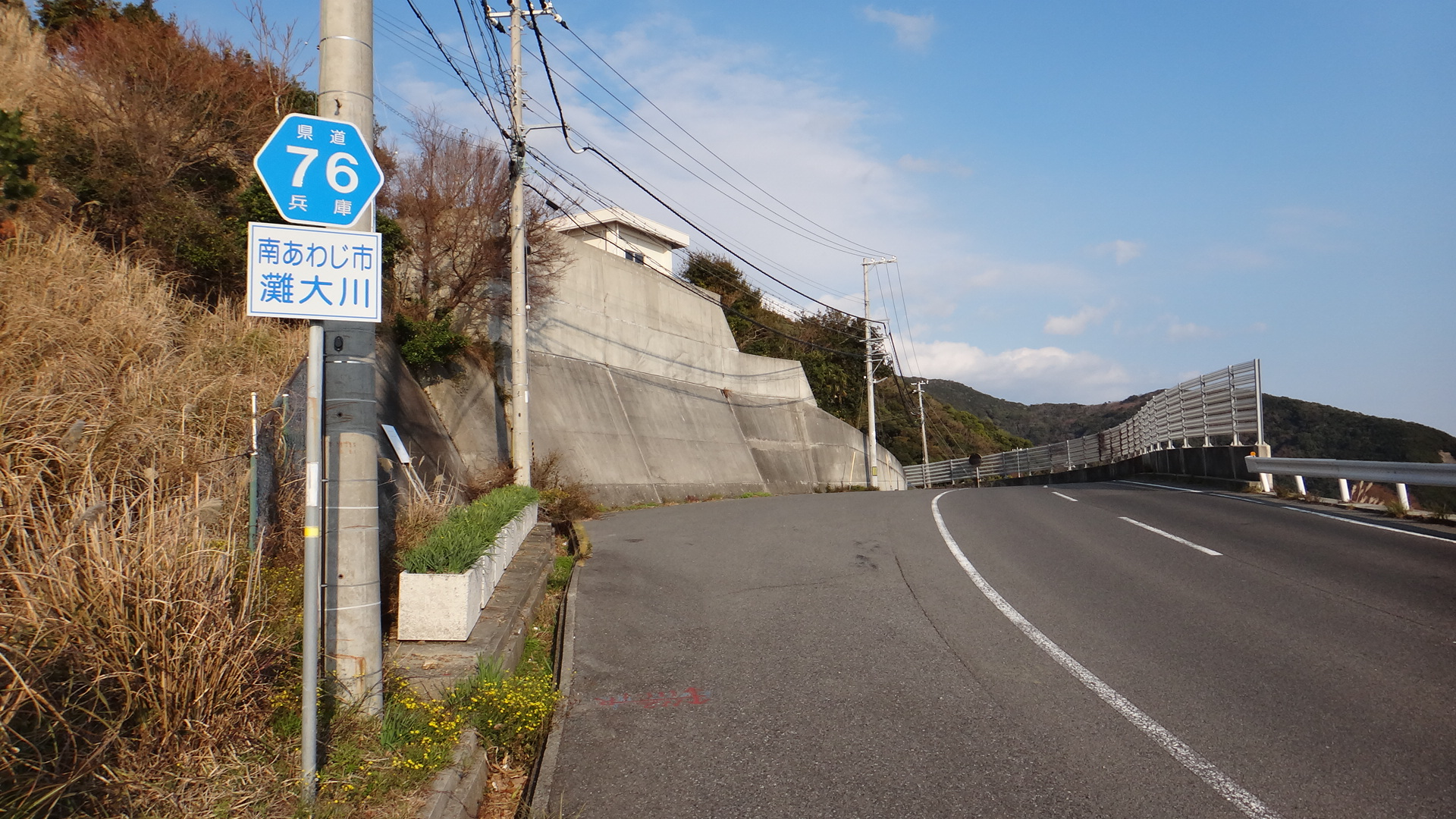
南あわじ市灘大川

洲本市由良町由良 - 南あわじ市灘黒岩間は狭隘道路。特に洲本市由良町由良 - 洲本市中津川組間は勾配・つづら折れが多い。それ以外は2車線道路。
また、洲本市由良町内田三ツ川バス停付近 - 由良4丁目由良交差点、中津川組 - 土生港付近の区間は海のすぐそばを通るため、台風接近時は波をかぶり通行止めになることが多い、また地盤が弱いせいもあり大雨などでがけ崩れなどの被害も多い。

### 別名
- 塩屋筋（洲本市塩屋交差点 - 洲本市栄町2交差点間）
- いわた通り（洲本市栄町2交差点 - 洲本市海岸通交差点間）
- 南淡路水仙ライン

## 地理

### 通過する自治体
- 洲本市
- 南あわじ市

### 交差する道路
- 国道28号（洲本市塩屋・塩屋交差点、起点）
- 兵庫県道473号広田洲本線（洲本市栄町・栄町2丁目交差点）
- 兵庫県道481号相川下清水線（洲本市相川組）
- 兵庫県道534号畑田組栄町線（洲本市畑田組）
- 兵庫県道535号灘市線（南あわじ市灘山本）
- 兵庫県道235号阿万港線（南あわじ市阿万西町）
- 兵庫県道25号阿万福良湊線（南あわじ市阿万下町）
- 国道28号・兵庫県道31号福良江井岩屋線（南あわじ市賀集八幡・八幡交差点、終点）

### 沿線にある施設など
- 洲本温泉
- 洲本バスセンター
- 洲本橋・洲本川
- 紀淡連絡道路
- 成ヶ島
- 生石鼻
- 立川水仙郷
- 淡路モンキーセンター

- 灘黒岩水仙郷
- 沼島（土生港から）